# Orthotrichia mencenga
Orthotrichia mencenga är en nattsländeart som beskrevs av Wells 1990. Orthotrichia mencenga ingår i släktet Orthotrichia och familjen smånattsländor. Inga underarter finns listade i Catalogue of Life.